# Muhugi
Muhugi ist ein Verwaltungsbezirk (englisch Ward) des Distrikts Nzega (DC) in der tansanischen Region Tabora.

## Geografie
Muhugi ist ein ländlicher Bezirk im westlichen Teil des zentralen Hochlands von Tansania, etwa 20 Kilometer Luftlinie südöstlich der Distrikthauptstadt Nzega. Bei der Volkszählung 2022 lebten 17.254 Menschen in 2693 Haushalten auf einer Fläche von 307 Quadratkilometern.
Der Bezirk grenzt im Nordwesten und Nordosten an den Distrikt Nzega (TC), im Osten und Südosten an den Distrikt Igunga und sonst an zwei Bezirke des Distrikts Nzega (DC):
| Kitangili |                                             | Mwanzoli |
| Utwigu    | Kompassrose, die auf Nachbargemeinden zeigt | Ugaka    |
|           | Mizibaziba                                  | Nkinga   |

## Gliederung
Der Bezirk besteht aus sechs Gemeinden (swahili Mtaa) mit 35 Orten (Kitongoji):
| Muhugi - Ilole - Imenya - Nhogelwa - Somanda - Iducha - Itundu | Nhumbili - Nhumbili Mashariki - Nhumbili Magharibi - Shanhomba - Igwamanoni Kaskazini - Igwamanoni Kusini - Kayenze | Upina - Upina Mashariki - Upina Magharibi - Urambo Kaskazini - Urambo Kusini - Udutu - Idelya | Ubinga - Ubinga A - Ubinga B - Ubinga C - Kitala - Bugwaba - Wisa | Ilungu - Ilungu Mashariki - Ilungu Magharibi - Mangwibi Mashariki - Mangwibi Magharibi - Mwandomo - Mwanshiku | Mwamapuli - Mwamapuli Mashariki - Mwamapuli Magharibi - Mwamadosele Mashariki - Mwamadosele Magharibi - Kaselya |

## Infrastruktur
- Bildung: Die einzige weiterführende Schule ist die staatliche Muhugi Secondary School.[8] Diese Tagesschule bildet Jugendliche bis zur 4. Stufe aus.[9]
- Medizinische Versorgung:In der Gemeinde Upina gibt es eine staatliche Apotheke.[10]